# Texas City
Texas City és una població dels Estats Units a l'estat de Texas. Segons el cens del 2000 tenia 41.521 habitants.

## Demografia
Segons el cens del 2000, Texas City tenia 41.521 habitants, 15.479 habitatges, i 10.974 famílies. La densitat de població era de 257 habitants per km².
Dels 15.479 habitatges en un 33,1% hi vivien nens de menys de 18 anys, en un 48,6% hi vivien parelles casades, en un 17,3% dones solteres, i en un 29,1% no eren unitats familiars. En el 24,8% dels habitatges hi vivien persones soles el 9,3% de les quals corresponia a persones de 65 anys o més que vivien soles. El nombre mitjà de persones vivint en cada habitatge era de 2,62 i el nombre mitjà de persones que vivien en cada família era de 3,13.
Per edats la població es repartia de la següent manera: un 26,7% tenia menys de 18 anys, un 9,6% entre 18 i 24, un 27,8% entre 25 i 44, un 22,4% de 45 a 60 i un 13,4% 65 anys o més.
L'edat mediana era de 36 anys. Per cada 100 dones de 18 o més anys hi havia 84,7 homes.
La renda mediana per habitatge era de 35.963 $ i la renda mediana per família de 42.393 $. Els homes tenien una renda mediana de 36.463 $ mentre que les dones 24.754 $. La renda per capita de la població era de 17.057 $. Aproximadament el 12% de les famílies i el 14,9% de la població estaven per davall del llindar de pobresa.

## Poblacions més properes
El següent diagrama mostra les poblacions més properes.